# 이경여 (1585년)
이경여(李敬輿, 1585년 ~ 1657년)는 조선의 문신이다. 자는 직부(直夫), 호는 백강(白江)·봉암(鳳巖), 시호는 문정(文貞), 본관은 전주(全州)이다. 세종의 7대손이다.

## 생애
1601년, 사마시를 거쳐 1609년, 증광 문과에 을과로 급제하여 1611년, 검열이 되었지만 광해군의 폭정을 보고 낙향하였다.
1623년, 수찬으로 다시 조정에 나아가고 1624년, 이괄의 난때 왕을 공주에 호종하고 이어 이원익의 종사관이 되었다. 1628년(인조 6) 유효립에 난 진압을 도운 공로로 영사원종공신 1등(寧社原從功臣一等)에 책록되었다. 이어 부제학, 청주목사, 좌승지, 전라도관찰사를 거쳐 병자호란 이후 1637년, 경상도관찰사, 이조참판, 대사성 등을 겸임하고 다시 형조판서가 되었고 이어 병조판서, 대사헌, 도승지를 거쳐 우의정이 되고 영중추부사, 좌의정을 거쳐 영의정이 되었다. 그는 배청친명파로써 두번이나 청나라에 억류된 적이 있다.

## 묘소
경기도 포천시 내촌면 음현리에 있으며, 1986년 4월 9일 포천시의 향토유적 제8호 《이경여 선생 묘 및 신도비》로 지정되었다.

## 가족관계
- 조부 : 이극강(李克綱, 1534 ~ ?)
- 조모 : 온양 정씨 - 정숙(鄭琡)의 딸
  - 부친 : 이수록(李綏祿, 1564 ~ 1620)
  - 모친 : 진천 송씨 - 선부관(宣傳官) 증 참의(贈 參議) 송제신(宋濟臣)의 딸 
    - 남동생 : 이정여(李正輿, 1591 ~ ?)
    - 여동생 : 청주 한씨 한무(韓楙)의 처(1603 ~ ?)
    - 정부인 : 해평 윤씨 - 영의정(領議政) 윤승훈(尹承勳)의 장녀 
      - 자녀 없음

    - 계부인 : 풍천 임씨 - 별좌(別坐) 임경신(任景莘)의 딸 
      - 장남 : 이민장(李敏章, 1620 ~ 1694)
      - 며느리 : 함평 이씨 - 도정(都正) 이초로(李楚老)의 딸
        - 손자 : 이정명(李鼎命, 1642 ~ 1700)
        - 손자 : 이진명(李晉命, 1647 ~ ?)
        - 손자 : 이태명(李泰命, 1650 ~ ?)
        - 손녀 : 은진 송씨 송주석(宋疇錫)의 처(1653 ~ ?)
        - 손녀 : 평산 신씨 신계화(申啓華)의 처(1654 ~ ?)
        - 손녀 : 광산 김씨 김진규(金鎭圭)의 처(1657 ~ ?)

      - 차남 : 이민적(李敏迪, 1625 ~ 1673) - 남동생 이정여(李正輿)의 양자로 출계
      - 장녀 : 전주 이씨(1631 ~ ?)
      - 사위 : 연안 이씨 현감(縣監) 이준(李懏)
      - 3남 : 이민서(李敏敍, 1633 ~ 1688) - 사촌 남동생 이후여(李厚輿)의 양자로 출계
      - 4남 : 이민채(李敏采, 1635 ~ ?)
      - 며느리 : 고령 박씨 - 판서(判書) 박장원(朴長遠)의 딸 
        - 손자 : 이이명(李頥命, 1657 ~ ?) - 차남 이민적(李敏迪)의 아들

      - 차녀 : 전주 이씨(1639 ~ ?)
      - 사위 : 반남 박씨 박세격(朴世格)

    - 양첩 : 은개(銀介)
      - 서장남 : 이민철(李敏哲, 1631 ~ 1715)
      - 며느리 : 여산 송씨 - 군수(郡守) 송영윤(宋永胤)의 딸
        - 서손자 : 이항명(李恒命, 1654 ~ ?)
        - 서손자 : 이승명(李升命, 1660 ~ ?)
        - 서손녀 : 전주 이씨(1666 ~ ?)

    - 양첩 : 승란(勝蘭)
      - 서장녀 : 전주 이씨(1634 ~ ?)
      - 사위 : 만호(萬戶) 이후필(李後泌)

    - 양첩 : 난심(蘭心)
      - 서차남 : 이민계(李敏啓, 1637 ~ ?)
      - 며느리 : 안동 김씨 - 동지(同知) 김엽(	金曄)의 딸
        - 서손자 : 이함명(李咸命, 1653 ~ ?)
        - 서손자 : 이수명(李需命, 1658 ~ ?)
        - 서손녀 : 전주 이씨(1661 ~ ?)
        - 서손자 : 이겸명(李謙命, 1669 ~ ?)